# Aero A.42
Aero A.42 là một mẫu thử máy bay ném bom của Tiệp Khắc, chế tạo năm 1929.

## Tính năng kỹ chiến thuật (A.42)
Đặc tính tổng quan
- Kíp lái: 3
- Chiều dài: 13,8 m (45 ft 3 in)
- Sải cánh: 20,8 m (68 ft 3 in)
- Chiều cao: 3,4 m (11 ft 2 in)
- Diện tích cánh: 54 m2 (580 foot vuông)
- Trọng lượng rỗng: 2.940 kg (6.482 lb)
- Trọng lượng có tải: 4.740 kg (10.450 lb)
- Động cơ: 1 × Isotta-Fraschini Asso 750 kiểu động cơ piston W-18, làm mát bằng nước, 597 kW (801 hp)

Hiệu suất bay
- Vận tốc cực đại: 270 km/h (168 mph; 146 kn)
- Trần bay: 7.000 m (22.966 ft)
- Vận tốc lên cao: 1,67 m/s (329 ft/min)
- Tải trên cánh: 88 kg/m2 (18 lb/foot vuông)
- Công suất/khối lượng: 0,080 kW/kg (0,08 hp/lb)

Vũ khí trang bị

- Súng: 

  - 2 × súng máy 7,9 mm
- Bom: 400 kg (882 lb) bom